# Liste der Biografien/Kond
Liste der Biografien |
Portal Biografien |
Personensuche
# |
A |
B |
C |
D |
E |
F |
G |
H |
I |
J |
K |
L |
M |
N |
O |
P |
Q |
R |
S |
T |
U |
V |
W |
X |
Y |
Z |
?
 
Ka |
Kb |
Kc |
Kd |
Ke |
Kf |
Kg |
Kh |
Ki |
Kj |
Kl |
Km |
Kn |
Ko |
Kp |
Kr |
Ks |
Kt |
Ku |
Kv |
Kw |
Ky |
Kx |
Kz
 
Koa |
Kob |
Koc |
Kod |
Koe |
Kof |
Kog |
Koh |
Koi |
Koj |
Kok |
Kol |
Kom |
Kon |
Koo |
Kop |
Kor |
Kos |
Kot |
Kou |
Kov |
Kow |
Kox |
Koy |
Koz
 
Kona |
Konc |
Kond |
Kone |
Konf |
Kong |
Konh |
Koni |
Konj |
Konk |
Konl |
Konm |
Konn |
Kono |
Konp |
Konr |
Kons |
Kont |
Konu |
Konv |
Konw |
Kony |
Konz
Die Liste der Biografien führt alle Personen auf, die in der deutschsprachigen Wikipedia einen Artikel haben. Dieses ist eine Teilliste mit 127 Einträgen von Personen, deren Namen mit den Buchstaben „Kond“ beginnt.

## Kond

### Konda
- Konda, Alain Nkossi, Produzent, Sänger und Songwriter
- Konda, Ishaku (* 1999), ghanaischer Fußballspieler
- Kondakow, Iwan Lawrentjewitsch (1857–1931), russischer Chemiker
- Kondakow, Juri Georgijewitsch (* 1951), sowjetischer Eisschnellläufer
- Kondakow, Nikodim Pawlowitsch (1844–1925), russischer Kunsthistoriker
- Kondakowa, Darja Wladimirowna (* 1991), russische rhythmische Sportgymnastin
- Kondakowa, Jelena Wladimirowna (* 1957), russische Kosmonautin
- Kondakowa, Julija Andrejewna (* 1981), russische Hürdenläuferin
- Kondakowa, Sofja Iossifowna (1922–2012), sowjetische Eisschnellläuferin
- Kondaks, Stephen (1919–2005), kanadischer Bratschist und Musikpädagoge
- Kondaurow, Kathrin (* 1983), deutsche Theaterregisseurin und Intendantin

### Konde
- Kondé, Moustapha (* 1991), malischer Fußballspieler
- Konde, Nassira (* 1999), französische Rugby-Union-Spielerin, Siebener-Rugby-Spielerin
- Kondé, Oumar (* 1979), Schweizer Fußballspieler
- Kondelik, James, US-amerikanischer Filmeditor, Filmregisseur, Filmproduzent, Drehbuchautor und Schauspieler
- Kondelik, Jon, US-amerikanischer Schauspieler, Synchronsprecher, Filmproduzent, Filmregisseur, Drehbuchautor und Filmeditor
- Kondelik, Roman (* 1972), deutsch-tschechischer Eishockeytorwart
- Konder, Victor (1887–1941), deutschstämmiger brasilianischer Politiker
- Konderla, David (* 1960), US-amerikanischer Geistlicher, Bischof von Tulsa
- Konderla, Nicole (* 2001), polnische Skispringerin
- Kondert, Johann (* 1944), österreichischer Fußballspieler
- Kondewa, Allieu, sierra-leonischer Paramilitär
- Kondeyne, Inga (* 1950), deutsche Kunsthistorikerin und Galeristin

### Kondg
- Köndgen, Cornelia (* 1958), deutsch-österreichische SchauspielerinCornelia Köndgen (* 1958)

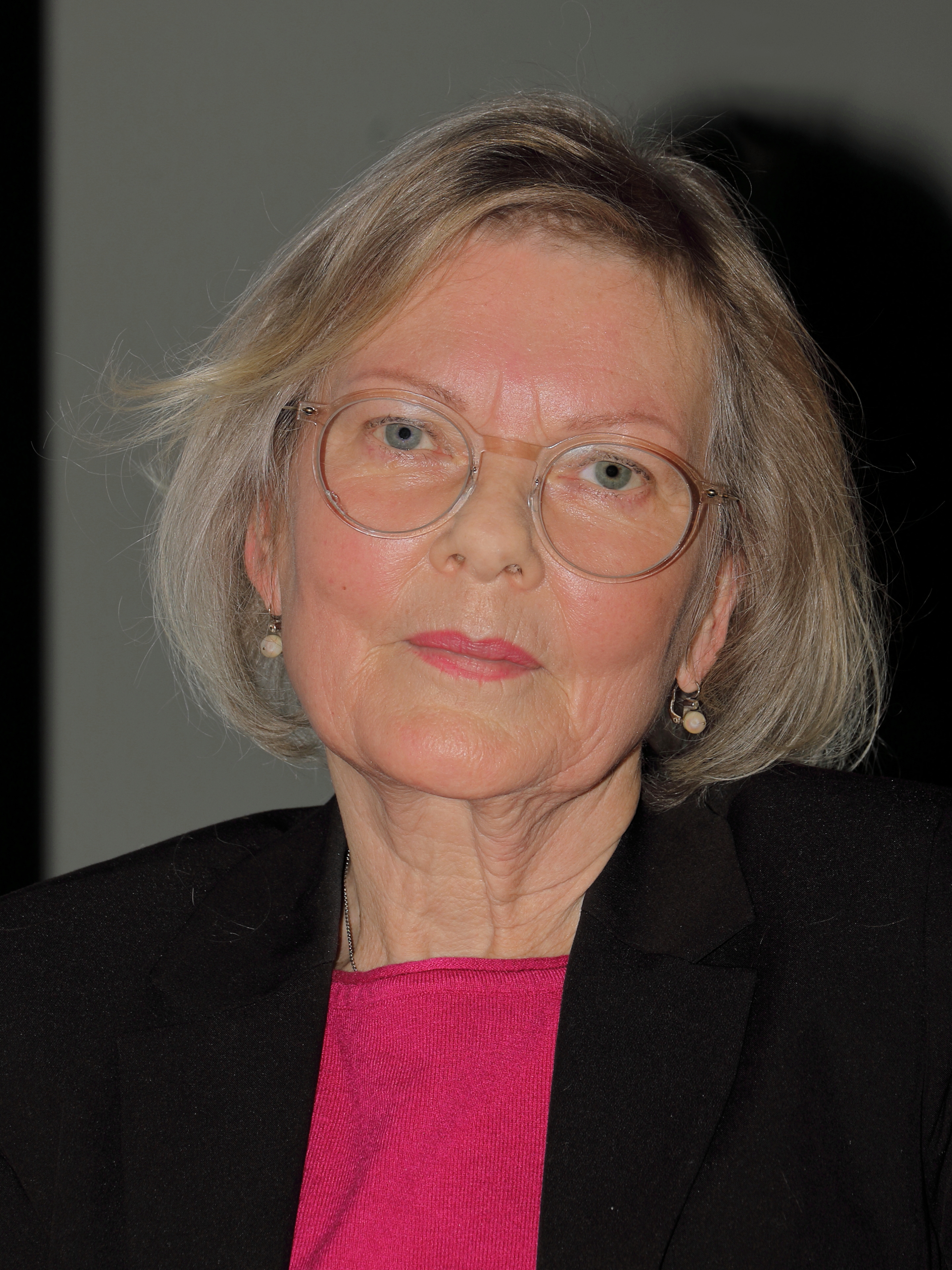
Cornelia Köndgen (* 1958)

- Köndgen, Johannes (* 1946), deutscher Jurist und Hochschullehrer

### Kondi
- Kondi, Pirro (* 1924), albanischer kommunistischer Politiker
- Kondiaronk († 1701), Häuptling der Tionontati-Huronen und der Petun
- Kondina, Olga Dmitrijewna (* 1956), russische Opernsängerin (Sopran)
- Kondis, Giannis (* 1989), griechischer Fußballspieler

### Kondo
- Kondo, Ami (* 1995), japanische Judoka
- Kondō, Daigorō (1907–1991), japanischer Fußballspieler
- Kondō, Gakuto (* 1981), japanischer Fußballspieler
- Kondō, Heizaburō (1877–1963), japanischer Pharmakologe
- Kondō, Hiroki (* 1982), japanischer Tennisspieler
- Kondō, Isami (1834–1868), Kapitän der Shinsengumi, einer japanischen Schutztruppe
- Kondō, Jirō (1917–2015), japanischer Flugzeugingenieur
- Kondō, Jō (* 1947), japanischer Komponist
- Kondō, Jun (1930–2022), japanischer Physiker
- Kondō, Jūzō (1771–1829), japanischer Entdecker und Schriftgelehrter
- Kondō, Kanta (* 1993), japanischer Fußballspieler
- Kondo, Katsuhiko (* 1944), japanischer Botaniker und Hochschullehrer
- Kondō, Keitarō (1920–2002), japanischer Schriftsteller
- Kondō, Kōji (* 1961), japanischer Komponist
- Kondō, Kōji (1972–2003), japanischer Fußballspieler
- Kondō, Kuraba (* 2002), japanischer Fußballspieler
- Kondō, Marie (* 1984), japanische Beraterin und BestsellerautorinMarie Kondō (* 1984)

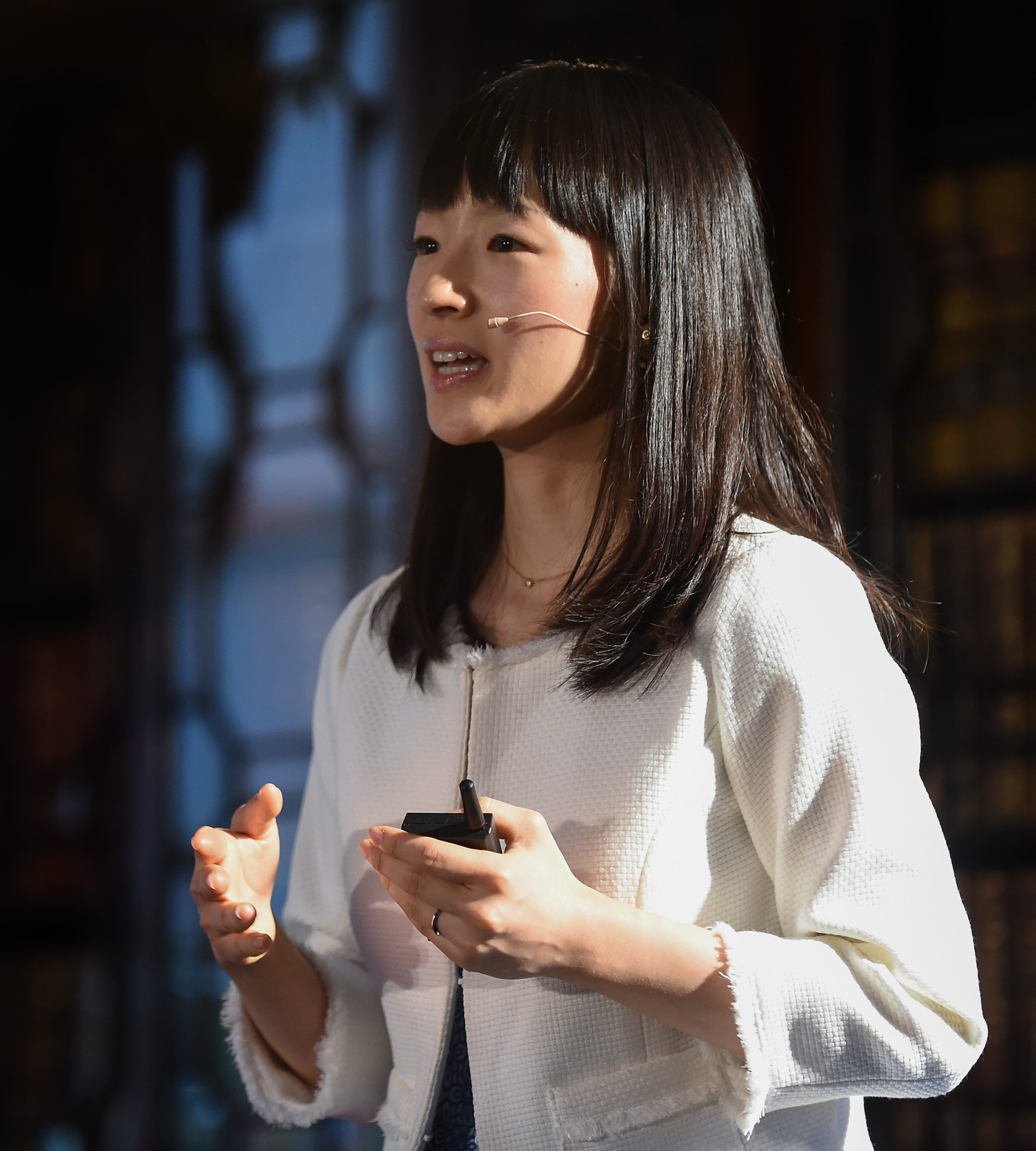
Marie Kondō (* 1984)

- Kondō, Masahiko (* 1964), japanischer Sänger, Schauspieler, Autorennfahrer und Rennstallbesitzer
- Kondō, Masakazu (* 1980), japanischer Bildhauer
- Kondō, Naoya (* 1983), japanischer Fußballspieler
- Kondō, Nobuko, japanische Fußballspielerin
- Kondō, Nobutake (1886–1953), japanischer AdmiralKondō Nobutake (1886–1953)

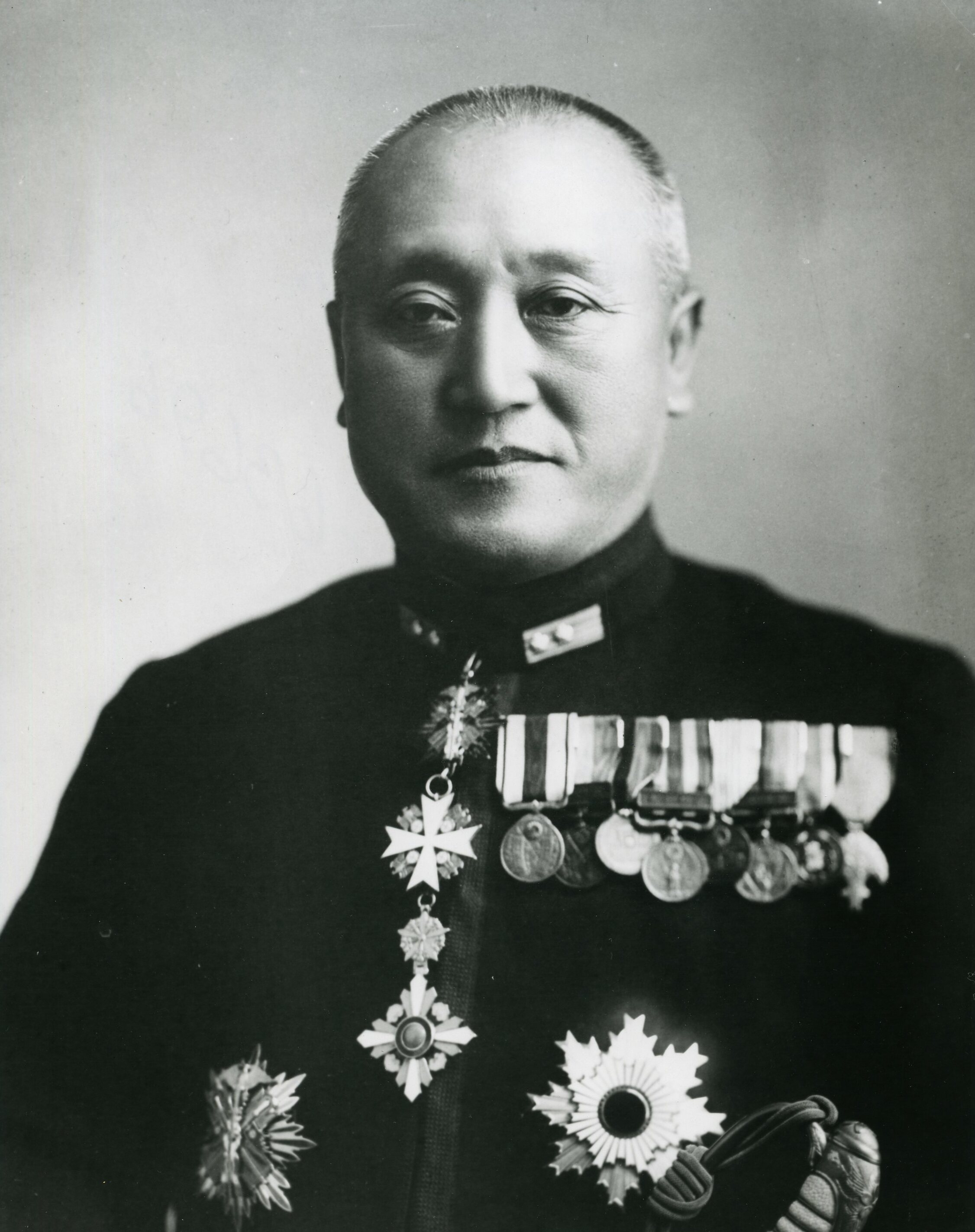
Kondō Nobutake (1886–1953)

- Kondo, Rachel, US-amerikanische Drehbuchautorin und Autorin
- Kondo, Riena W. (* 1944), kolumbianische Ethnologin
- Kondo, Robert, Filmemacher von Animationsfilmen und Artdirector
- Kondō, Saori (* 1956), japanische Badmintonspielerin
- Kondō, Shōichi (* 1958), japanischer Politiker
- Kondō, Takashi (* 1992), japanischer Fußballspieler
- Kondō, Takatora (* 1997), japanischer Fußballspieler
- Kondō, Takayo (* 1975), japanische Stabhochspringerin
- Kondō, Tetsuo (1929–2010), japanischer Politiker
- Kondō, Tetsushi (* 1986), japanischer Fußballspieler
- Kondō, Tomoki (* 2001), japanischer Fußballspieler
- Kondō, Toshinori (1948–2020), japanischer Jazz- und Fusionmusiker
- Kondō, Yoshifumi (1950–1998), japanischer Trickfilmzeichner
- Kondo, Yoshihito (* 2002), japanischer Fußballspieler
- Kondō, Yoshimi (1913–2006), japanischer Dichter
- Kondō, Yōsuke (* 1965), japanischer Politiker
- Kondō, Yukari (* 1967), japanische Curlerin
- Kondō, Yūsuke (* 1984), japanischer Fußballspieler
- Kondogbia, Geoffrey (* 1993), zentralafrikanisch-französischer FußballspielerGeoffrey Kondogbia (* 1993)

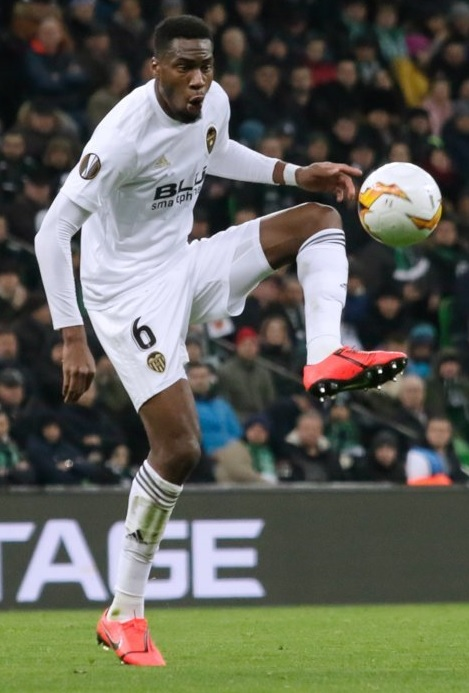
Geoffrey Kondogbia (* 1993)

- Kondolow, Georgi (1858–1903), bulgarischer Freiheitskämpfer
- Kondonassis, Yolanda (* 1963), amerikanische Harfenistin
- Kondor, Luís (1928–2009), ungarischer römisch-katholischer Ordensgeistlicher am Wallfahrtsort von Fátima
- Kondor, Péter (* 1968), ungarischer lutherischer Bischof
- Kondor, Vilmos (* 1954), ungarischer Schriftsteller
- Kondorosi, Eva (* 1948), ungarisch-französische Biologin

### Kondr
- Kondr, František, tschechoslowakischer Radrennfahrer
- Kondr, Pavel (* 1942), tschechoslowakischer Radrennfahrer
- Kondracke, Alexandra (* 1970), US-amerikanische Filmregisseurin, Fernsehregisseurin, Kamerafrau und Drehbuchautorin
- Kondracki, Jerzy (1908–1998), polnischer Geograph und Geologe (Geomorphologie)
- Kondracki, Michał (1902–1984), polnischer Komponist und Musikkritiker
- Kondraschew, Pjotr Iwanowitsch (* 1949), russischer Oligarch
- Kondraschin, Kirill Petrowitsch (1914–1981), russischer Dirigent
- Kondraschina, Anna Nikolajewna (* 1955), sowjetische Ruderin
- Kondraschow, Gennadi Dmitrijewitsch (* 1938), sowjetisch-russischer Hammerwerfer
- Kondraschow, Sergei Alexandrowitsch (1923–2007), sowjetischer Generalleutnant
- Kondraschowa, Kristina (* 1999), kasachische Sprinterin
- Kondrat, Kristiane (* 1938), rumäniendeutsche Schriftstellerin
- Kondrat, Marek (* 1950), polnischer SchauspielerMarek Kondrat (* 1950)

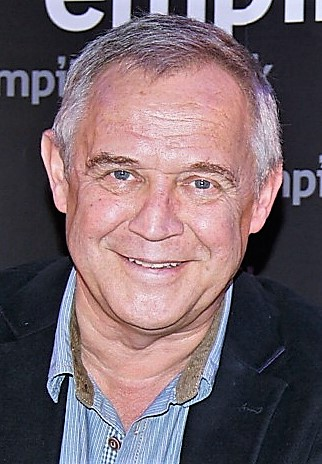
Marek Kondrat (* 1950)

- Kondratas, Skirma (* 1944), litauische Politikerin
- Kondratenko, Alexei Nikolajewitsch (* 1969), russischer Politiker und Mitglied des Föderationsrates
- Kondratenko, Anatolij (* 1935), ukrainischer theoretischer Physiker und Historiker
- Kondratiuk, Andrzej (1936–2016), polnischer Regisseur, Drehbuchautor, Kameramann und Dramatiker
- Kondratiuk, Gabriel (* 1969), argentinischer Künstler
- Kondratiuk, Janusz (1943–2019), polnischer Regisseur und Drehbuchautor
- Kondratjew, Dmitri Jurjewitsch (* 1969), russischer Kosmonaut
- Kondratjew, Igor (* 1991), kasachischer Sprinter
- Kondratjew, Jurij (1953–2023), ukrainischer Mathematiker
- Kondratjew, Kirill Jakowlewitsch (1920–2006), russischer Klimaforscher
- Kondratjew, Maxim Walerjewitsch (* 1983), russischer Eishockeyspieler
- Kondratjew, Nikita Semjonowitsch (1915–1986), sowjetischer Theater- und Filmschauspieler
- Kondratjew, Nikolai Dmitrijewitsch (1892–1938), sowjetischer WirtschaftswissenschaftlerNikolai Dmitrijewitsch Kondratjew (1892–1938)

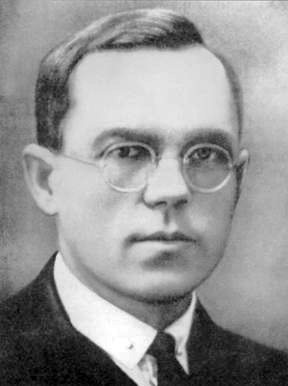
Nikolai Dmitrijewitsch Kondratjew (1892–1938)

- Kondratjew, Pawel Jewsejewitsch (1924–1984), sowjetischer Schachspieler, -trainer und Eröffnungstheoretiker
- Kondratjew, Waleri, sowjetischer Skispringer
- Kondratjew, Wiktor Nikolajewitsch (1902–1979), russischer Chemiker
- Kondratjew, Wjatscheslaw Leonidowitsch (1920–1993), sowjetisch-russischer Schriftsteller
- Kondratjew, Wladimir Alexandrowitsch (1935–2010), russischer Mathematiker und Hochschullehrer
- Kondratjewa, Anastassija (* 1994), kasachische Biathletin
- Kondratjewa, Jekaterina Sergejewna (* 1982), russische Sprinterin
- Kondratjewa, Julija (* 1973), russische Biathletin
- Kondratjewa, Ljudmila Andrejewna (* 1958), russische Sprinterin und Olympiasiegerin
- Kondratjewa, Marija Alexandrowna (* 1982), russische Tennisspielerin
- Kondratjuk, Juri Wassiljewitsch (1897–1942), ukrainischer und sowjetischer Ingenieur und Theoretiker der Raumfahrt
- Kondratjuk, Mark Walerjewitsch (* 2003), russischer Eiskunstläufer
- Kondratovič, Vladislav (* 1972), litauischer Politiker
- Kondrlík, Dávid (* 1997), slowakischer Fußballspieler
- Kondrotas, Jonas (1943–2022), litauischer Politiker
- Kondrotas, Simas (* 1985), litauischer Radrennfahrer
- Kondrusiewicz, Tadeusz (* 1946), belarussischer Geistlicher, emeritierter römisch-katholischer Erzbischof von Minsk-Mahiljou
- Kondrut, Witalij (* 1984), ukrainischer Bahn- und Straßenradrennfahrer
- Kondryschew, Andrei (* 1983), kasachischer Skilangläufer

### Konds
- Kondschak, Heiner (1955–2024), deutscher Musiker, Schauspieler, Regisseur und Autor

### Kondy
- Kondylis, Costas (1940–2018), griechisch-amerikanischer Architekt
- Kondylis, Georgios (1879–1936), General und Politiker in Griechenland
- Kondylis, Panajotis (1943–1998), griechischer Philosoph

### Kondz
- Kondziella, Martin (* 1969), deutscher Pianist, Organist und Kirchenmusiker
- Kondziolka, Fabian (* 1978), deutscher Schauspieler und Moderator